# SKALA
SKALA – komputer działający do października 1995 w obecnie nieczynnej elektrowni jądrowej w Czarnobylu. Został zbudowany w latach sześćdziesiątych XX wieku, a używano w nim pamięci ferrytowej, taśmowej oraz taśm dziurkowanych.